# Грегорі Кемпбелл
Грегорі Джеймс Кемпбелл (англ. Gregory James Campbell; 17 грудня 1983, м. Лондон, Канада) — канадський хокеїст, центральний нападник.
Виступав за «Плімут Вейлерс» (ОХЛ), «Кітченер Рейнджерс» (ОХЛ), «Сан-Антоніо Ремпедж» (АХЛ), «Флорида Пантерс», «Рочестер Американс» (АХЛ), «Бостон Брюїнс», «Колумбус Блю-Джекетс».
В чемпіонатах НХЛ — 803 матчі (71+116), у турнірах Кубка Стенлі — 59 матчів (4+9).
У складі молодіжної збірної Канади учасник чемпіонату світу 2003. 
Досягнення
- Срібний призер молодіжного чемпіонату світу (2003).
- Володар трофею Еда Чіновета (2003)
- Володар Кубка Стенлі (2011)
- Володар Кубка Шпенглера (2017)

## Родина
Батько: Колін Кемпбелл теж хокеїст.